# Bagous friwaldszkyi
Bagous friwaldszkyi är en skalbaggsart som beskrevs av Tournier 1874. Bagous friwaldszkyi ingår i släktet Bagous, och familjen vivlar. Arten har ej påträffats i Sverige.